# Геннет Гебрегеоргис
Геннет Гебрегеоргис (англ. Gennet Gebregiorgis; род. 5 января 1977, Аддис-Абеба) — эфиопская легкоатлетка, выступавшая в беге на средние и длинные дистанции и кроссе. Двукратная чемпионка мира по легкоатлетическому кроссу 2001 и 2002 годов, четырёхкратная чемпионка мира по легкоатлетическому кроссу 1995, 1998, 1999 и 2000 годов, серебряный призёр чемпионата Африки 1998 года, бронзовый призёр Всеафриканских игр 1995 года.

## Биография
Геннет Гебрегеоргис родилась 5 января 1977 года в эфиопском городе Аддис-Абеба.
В 1995 году завоевала бронзовую медаль Всеафриканских игр в Хараре в беге на 1500 метров с результатом 4 минуты 21,94 секунды.
В 1997 году участвовала в чемпионате мира в Афинах. В беге на 5000 метров заняла в полуфинале 28-е место с результатом 16.04,40.
В 1998 году завоевала серебряную медаль чемпионата Африки в Дакаре в беге на 3000 метров (9.13,47).
В 2001 году выиграла чемпионат Эфиопии в беге на 800 и 1500 метров.
Шесть раз завоёвывала серебряные медали в командном зачёте чемпионата мира по легкоатлетическому кроссу: золотые в 2001 году в Остенде и в 2002 году в Дублине, серебряные в 1995 году в Дареме, в 1998 году в Марракеше, в 1999 году в Белфасте и в 2000 году в Виламоуре.